# Ursulo de Crouay
Ursulo de Crouay est un cheval trotteur français, né le 26 mars 1986 et mort le 11 janvier 2017. Il s'est illustré dans les deux spécialités (attelé et monté), gagnant notamment le Critérium des 4 ans et le Prix du Président de la République au printemps 1990.

## Carrière de courses
Acquis yearling pour de 6 000 FRF (1 753,44 EUR2023), une somme très modique qui s'explique par ses origines modestes, Ursulo de Crouay débute par une victoire à l'attelé à 2 ans, en juillet 1988 sur l'hippodrome de Rânes. Cheval précoce et doué sous la selle, il remporte en mars de l'année suivante son premier semi-classique au monté, le Prix Félicien-Gauvreau, et son premier classique, le Saint-Léger des Trotteurs, trois mois plus tard après une seconde place dans le Prix d'Essai, le 15 avril. Il clôt son année de 3 ans en confirmant sa suprématie sous la selle sur sa génération en gagnant le Prix de Vincennes en décembre.
En 1990, après une victoire en hiver dans le Prix des Centaures, confrontation inter-génération, il réalise l'exploit de remporter le doublé des classiques des 4 ans à Vincennes. Il surprend en battant le grand favori Ultra Ducal dans le classique attelé Critérium des 4 ans en mai, puis s'adjuge au monté, plus attendu cette fois, le Prix du Président de la République le mois suivant.
Sa carrière subit par la suite les conséquences de ses ennuis de santé, cumulant douleurs au sacrum et maladie de la vue. Il remporte cependant le Prix de l'Atlantique 1992 et plusieurs Groupes II à l'attelé (anciens semi-classiques). Durant l'été de ses 6 ans, il conquiert l'étranger en remportant le Prix des Meilleurs à Munich
.

## Carrière au haras
Les premiers produits d'Ursulo de Crouay sont des « H » (nés en 1995), les derniers des « O » (2002). Aucun d'entre eux n'a laissé une grande trace dans les palmarès, la plus riche étant Java Speed 1'13, née en 1997, qui cumula 332 637 euros de gain.

## Palmarès

### Classiques (actuels GroupesI)
- Saint-Léger des Trotteurs 1989
- Prix de Vincennes 1989
- Prix des Centaures 1990
- Critérium des 4 ans 1990
- Prix du Président de la République 1990
- Prix de l'Atlantique 1992
- Prix des Meilleurs (Preis der Besten, Allemagne) 1992

### Semi-classiques (actuels GroupesII)
- Prix Félicien-Gauvreau 1989
- Prix Hémine 1989
- Prix Pierre-Gamare 1989
- Prix de Basly 1989
- Prix Louis-Tillaye 1989
- Prix Raoul-Ballière 1989
- Prix de Pardieu 1990
- Prix Camille-de-Wazières 1990
- Prix René-Palyart 1990
- Prix Lavater 1990
- Prix des Ducs de Normandie 1991
- Prix de la Société des steeple-chases de France 1991
- Prix Jockey 1991
- Prix de Bourgogne 1992
- Prix Chambon-P 1992
- Prix de Washington 1992

## Origines
| Origines de Ursulo de Crouay, mâle, alezan rubican. | Origines de Ursulo de Crouay, mâle, alezan rubican. | Origines de Ursulo de Crouay, mâle, alezan rubican. | Origines de Ursulo de Crouay, mâle, alezan rubican. |
| --------------------------------------------------- | --------------------------------------------------- | --------------------------------------------------- | --------------------------------------------------- |
| Père Mivus                                          | Sabi Pas                                            | Carioca II                                          | Mousko Williams                                     |
| Père Mivus                                          | Sabi Pas                                            | Carioca II                                          | Quovaria                                            |
| Père Mivus                                          | Sabi Pas                                            | Infante II                                          | Hernani III                                         |
| Père Mivus                                          | Sabi Pas                                            | Infante II                                          | Sa Bourbonnaise                                     |
| Père Mivus                                          | Civette II                                          | Paléo                                               | Fandango                                            |
| Père Mivus                                          | Civette II                                          | Paléo                                               | Rosina                                              |
| Père Mivus                                          | Civette II                                          | Sa Reine                                            | Garde Moi                                           |
| Père Mivus                                          | Civette II                                          | Sa Reine                                            | Victoria Queen                                      |
| Mère Jamylène de Blay                               | Valeuil                                             | Hermes D                                            | Kairos                                              |
| Mère Jamylène de Blay                               | Valeuil                                             | Hermes D                                            | Sa Bourbonnaise                                     |
| Mère Jamylène de Blay                               | Valeuil                                             | Ninia                                               | Abner                                               |
| Mère Jamylène de Blay                               | Valeuil                                             | Ninia                                               | Dladys                                              |
| Mère Jamylène de Blay                               | Douce Rive                                          | Nolten L                                            | Carioca II                                          |
| Mère Jamylène de Blay                               | Douce Rive                                          | Nolten L                                            | Disqualifiée                                        |
| Mère Jamylène de Blay                               | Douce Rive                                          | Rive Douce                                          | Luth Grandchamp                                     |
| Mère Jamylène de Blay                               | Douce Rive                                          | Rive Douce                                          | Kerria de Grandchamp                                |